# Ogmogaster trilineatus
Ogmogaster trilineatus är en plattmaskart. Ogmogaster trilineatus ingår i släktet Ogmogaster och familjen Notocotylidae. Inga underarter finns listade i Catalogue of Life.